# Espinchal
Espinchal är en kommun i departementet Puy-de-Dôme i regionen Auvergne-Rhône-Alpes i centrala Frankrike. Kommunen ligger i kantonen Besse-et-Saint-Anastaise som tillhör arrondissementet Issoire. År 2022 hade Espinchal 73 invånare.

## Befolkningsutveckling
Antalet invånare i kommunen Espinchal
| Referens: INSEE |